# مثبطات نورامينيداز
مثبطات نورامينيداز هي أحد أصناف المضادات الفيروسية الموجهة لتثبيط عمل إنزيم نورامينيداز لفيروس الإنفلونزا، وبذلك تمنع مضادات النورامينيداز تكاثر الفيروس وخاصة فيروس إنفلونزا أ وب.
أشهر الأدوية المنتمية لهذا التصنيف هي: أوسلتاميفير (تاميفلو) وزاناميفير (ريلانزا) وبيراميفير.